# Џулијан (име)
Џулијан (енгл. Julian) је мушко лично име, пореклом из енглеског језика. Ређе се јавља као презиме.